# Echeandia confertiflora
Echeandia confertiflora är en sparrisväxtart som beskrevs av Robert William Cruden. Echeandia confertiflora ingår i släktet Echeandia och familjen sparrisväxter. Inga underarter finns listade i Catalogue of Life.